# Нова Весь (Чарнковсько-Тшцянецький повіт)
Нова Весь (пол. Nowa Wieś, нім. Neudorf) — село в Польщі, у гміні Тшцянка Чарнковсько-Тшцянецького повіту Великопольського воєводства.
Населення — 353 особи (2011).
У 1975-1998 роках село належало до Пільського воєводства.

## Демографія
Демографічна структура станом на 31 березня 2011 року:
|          | Загалом | Допрацездатний вік | Працездатний вік | Постпрацездатний вік |
| -------- | ------- | ------------------ | ---------------- | -------------------- |
| Чоловіки | 192     | 48                 | 133              | 11                   |
| Жінки    | 161     | 44                 | 86               | 31                   |
| Разом    | 353     | 92                 | 219              | 42                   |